# Jan Christiaan Smuts

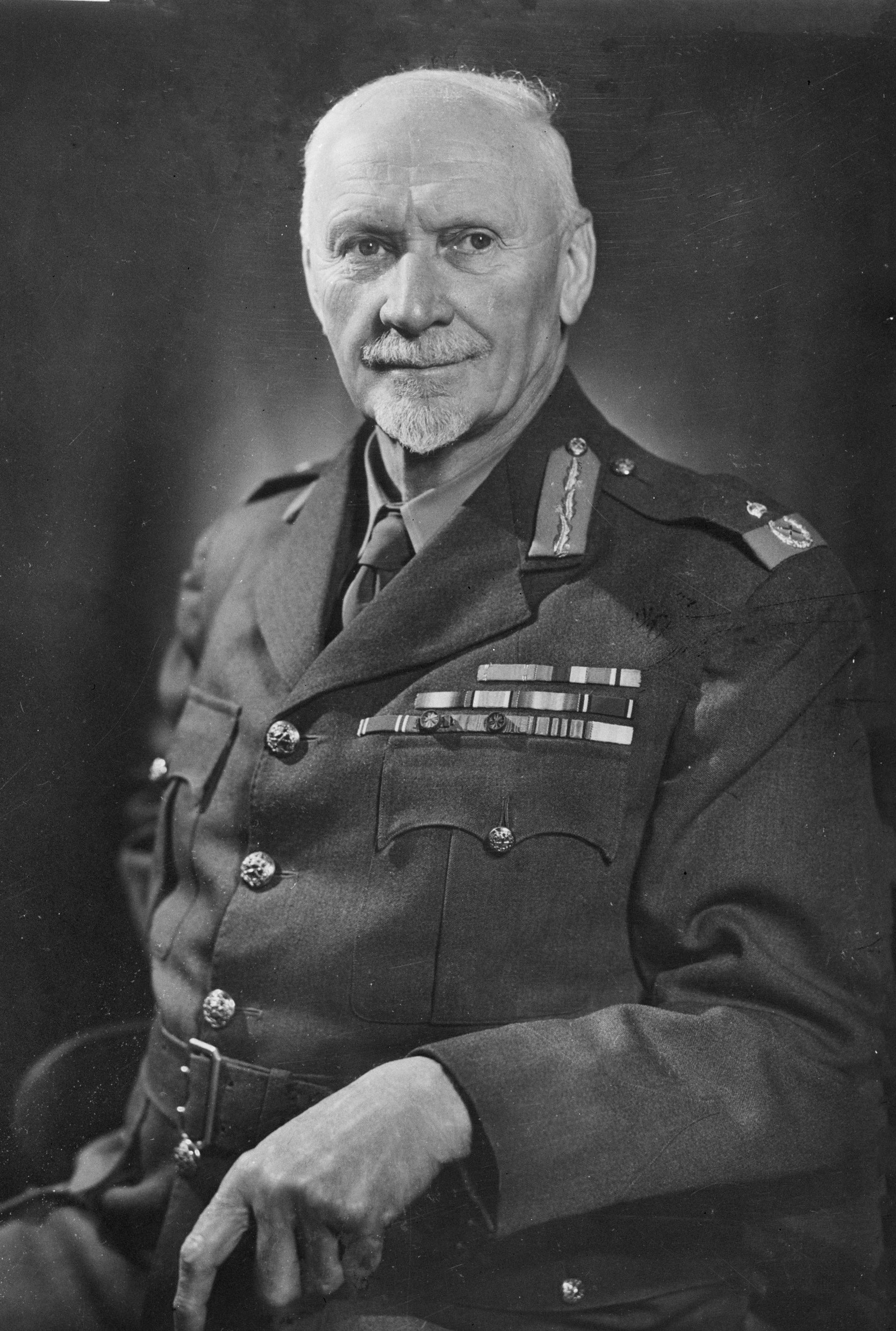
Jan Smuts als britischer Feldmarschall (1943)

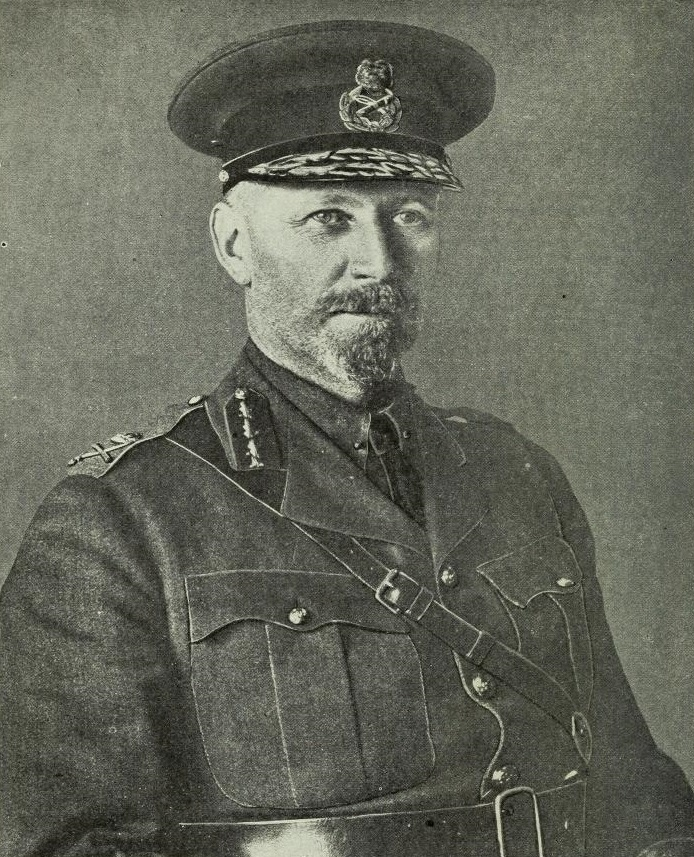
Jan Smuts als britischer Generalleutnant (1919)

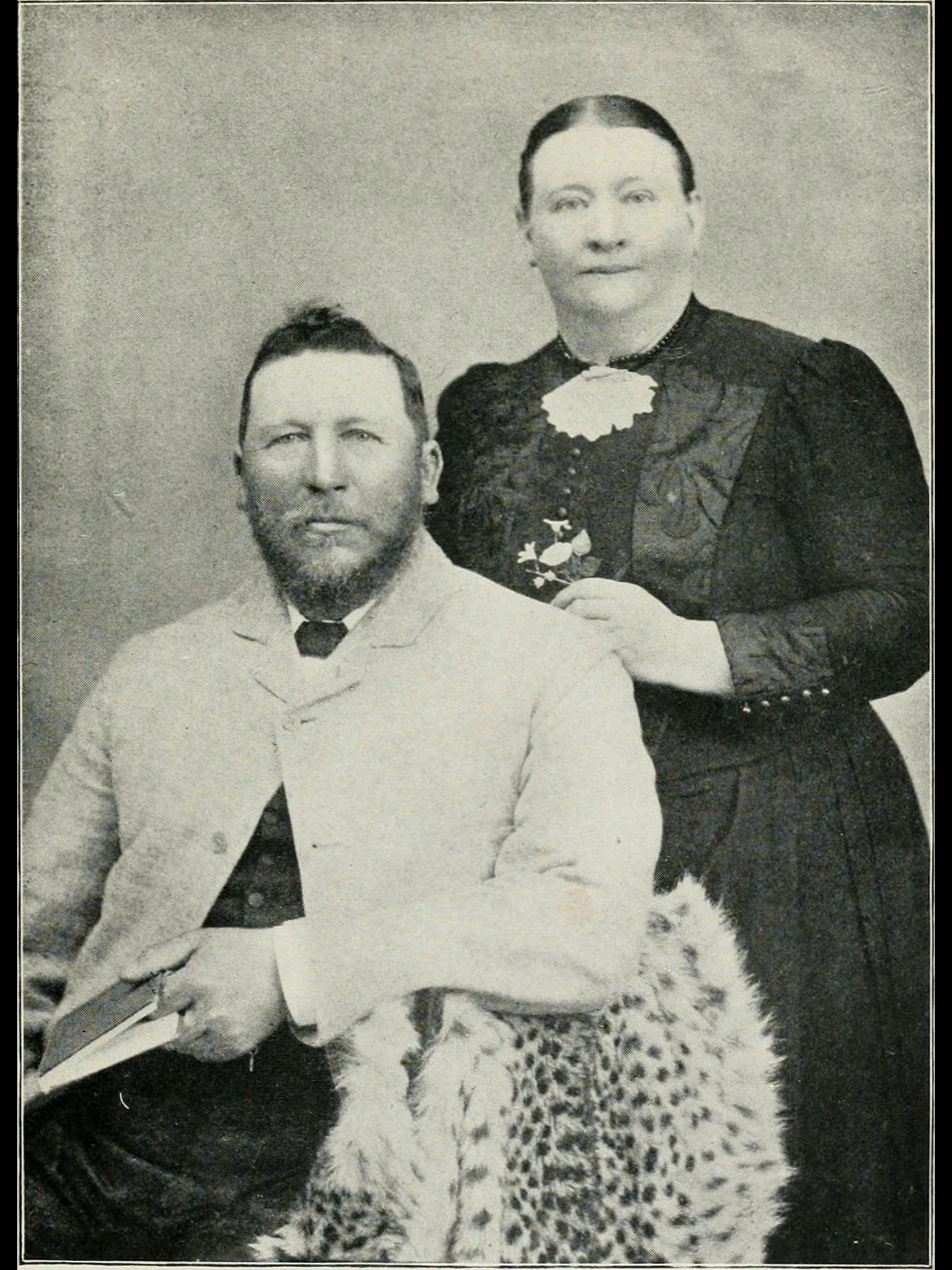
Smuts Eltern Jacobus und Catharina Smuts (1893)

Jan Christiaan Smuts (* 24. Mai 1870 auf der Farm Bovenplaats bei Riebeek West, Kapkolonie; † 11. September 1950 in Irene bei Pretoria; gelegentlich auch Jan Christian Smuts) war ein südafrikanischer Staatsmann, Philosoph, burischer General und britischer Feldmarschall. Von 1919 bis 1924 und von 1939 bis 1948 war er Premierminister der Südafrikanischen Union.

## Leben
Smuts war ein Anhänger von Cecil Rhodes, bis aufgedeckt wurde, dass Rhodes den verhängnisvollen Jameson-Überfall angestiftet hatte.
Danach zog er von Kapstadt nach Johannesburg um, wo er als Anwalt praktizierte und schließlich Staatsanwalt wurde. Später wurde er Minister in der Regierung der Burenrepublik Transvaal, die bis zum Ausbruch des Zweiten Burenkriegs von Paul Kruger geführt wurde. Während des Burenkriegs führte er für die Buren ein Kommando in der Kapkolonie, wo er sehr erfolgreich im Guerillakrieg war. Nach dem Ende des Kriegs 1902 gehörte er der South African Party an, die 1934 zur United National South African Party wurde. Er kehrte als Mitglied der südafrikanischen Regierung unter Louis Botha in die Politik zurück und war maßgebend an den Friedensverhandlungen und dem Frieden von Vereeniging beteiligt. Zu der Zeit, als sich Mahatma Gandhi in Transvaal und Natal aufhielt und sich für die Belange der indischen Minderheit einsetzte, war Smuts sein schärfster Gegner. 1908 schlossen sie jedoch den „Gandhi-Smuts-Kompromiss“, der die Registrierungspflicht der Inder in eine Kann-Vorschrift umwandelte. Nach Gandhis Rückkehr nach Indien hatten beide lange Briefkontakt.
Nach Ausbruch des Ersten Weltkriegs ging er wieder in die Armee und kämpfte gegen die deutschen Truppen in Deutsch-Ostafrika. 1917 rief ihn David Lloyd George ins britische Kriegskabinett nach London. Nach der Unterzeichnung des Vertrags von Versailles 1919 kehrte Smuts nach Südafrika zurück, wo er 1919 bis 1924 und 1939 bis zu den Wahlen von 1948 der Premierminister in der Südafrikanischen Union war.
Smuts ist für mehrere Gesetze zur verstärkten Trennung der Bevölkerungsgruppen Südafrikas verantwortlich. 1913 brachte er ein Gesetz (Natives Land Act) in das Parlament ein, das für die Schwarzen Reservate vorsah und ihnen verbot, Land außerhalb dieser Gebiete zu erwerben. Außerdem veranlasste er 1923, dass die Schwarzen ihre Wohnsitze in den Städten verloren und sie in separate Townships an den Stadträndern umgesiedelt wurden.
Während des Zweiten Weltkriegs arbeitete er eng mit dem britischen Premierminister Winston Churchill zusammen. 1941 wurde Smuts von Churchill zum Feldmarschall ernannt. Smuts war der einzige Politiker, der am Ende beider Weltkriege Friedensverträge unterschrieb (Verträge der Pariser Friedenskonferenz von 1919 und 1946). Er war an der Gründung sowohl des Völkerbundes als auch der UNO beteiligt. 1948 verlor er bei den Parlamentswahlen trotz höherer Stimmenzahl gegen die Nasionale Party (NP) unter Daniel François Malan. Seit 1943 war er Ehrenmitglied der American Academy of Arts and Letters sowie der Royal Society of Edinburgh.
Jan Smuts war Kanzler der Universitäten Kapstadt (1936 bis 1950) und Cambridge (1948 bis 1950). Er starb am 11. September 1950 auf seiner Farm in Irene bei Pretoria. Neben seinen politischen Aktivitäten beschäftigte sich Smuts mit Naturphilosophie und der Geschichte der Biologie. Er gilt als Urheber des Begriffs Holismus als derjenigen philosophischen Richtung, die im Gegensatz zu mechanistischen und vitalistischen Theorien die Ansicht vertritt, dass in der Biologie das Ganze mehr als die Vereinigung seiner Teile ist.
Jan Smuts heiratete 1897 Isabella (Issie) Margaretha Krige, später bekannt als „Ouma“ („Oma“). Sie stammte aus Stellenbosch, wo ihr Vater ein Studentenheim besaß. Smuts und seine Frau hatten sechs Kinder.

## Rezeption
Der Flughafen von Johannesburg war bis zum Jahr 1994 nach Smuts benannt. Der zweithöchste Berg auf Marion Island wurde Jan Smuts Peak genannt, aber seither ebenfalls umbenannt. Vor dem britischen Parlament in London steht eine Statue von Smuts; das Ensemble auf dem Parliament Square wurde jedoch seither durch Statuen der antikolonialen Politiker Nelson Mandela und Mahatma Gandhi ergänzt.

## Werke
- Holism and Evolution. Macmillan, London 1926 (Deutsch: Die holistische Welt. Mit einem Vorwort des Verfassers zur deutschen Ausgabe und einem Geleitwort von Adolf Meyer, herausgegeben und übersetzt von Helmut Minkowski. Metzner, Berlin 1938).